# Marais de la Tafarde
Le marais de la Tafarde (parfois orthographié marais de la Taffarde) est une zone humide située sur la commune de Sainte-Eulalie-en-Born, dans le département français des Landes.

## Présentation
Le marais de la Tafarde se situe à l'extrémité sud du lac de Biscarrosse et de Parentis. Se présentant sous la forme d'une roselière, il est le lieu de formation du courant de Sainte-Eulalie, qui s'écoule vers l'étang d'Aureilhan.

### Aménagements
Afin de maintenir un niveau d'eau assurant un équilibre entre activités humaines et préservation de la faune et de la flore, deux ouvrages hydrauliques ont été construits sur chacun des bras alimentant le courant de Sainte-Eullaie, à savoir la canal Probert et le marais de la Tafarde. Les premiers travaux dateraient des années 1850 concernant l'établissement de deux barrages en palplanches.
En 2010, la Communauté de Communes des Grands Lacs équipe ces ouvrages du Système d'Information Relais Inter Lacs (SIRIL), un outil informatisé qui mesure chaque jour la hauteur des eaux, le débit d'eau sur chaque ouvrage, la pluviométrie, etc.

### Activités humaines
Divers usages, tels que la pêche et la chasse, ont lieu depuis des temps anciens sur le lac et ses milieux attenants. Réputés pour leur richesse en anguilles, le courant de Sainte-Eulalie et le marais de la Tafarde étaient destinés à leur pêche. De nombreuses pêcheries y étaient d'ailleurs installées. Sur les plans d'eau, ce sont de petites cabanes en bois camouflées qui apparaissent çà et là, les tonnes de chasse. Consacrées à la chasse au gibier d'eau, ces installations permettent aux chasseurs de pratiquer leur loisir, à la fin de l'été, le plus souvent à l'aube et au crépuscule. Ces activités traditionnelles sont ancrées dans l'histoire locale et appartiennent au patrimoine culturel landais. Aujourd'hui elles sont encore vivantes et participent au dynamisme communal (concours de pêche organisés sur le lac, visite de tonnes de chasse, etc.).

### Intérêt écologique
Ce marais constitue un habitat pour la faune et la flore. Très peu accessible, quasi impénétrable, il est entièrement destiné à la conservation de la nature.
Des formations végétales relativement rares s'y expriment. C'est le cas des marais flottants à trèfle d'eau (menyanthes trifoliata), une espèce vigoureuse qui développe d'importants stolons en bordure d'îlots mobiles. Cette plante aquatique rare colore le marais de blanc rosé pendant quelques journées du printemps. Le marais est également composé de nombreux boisements hygrophiles tels que la saulaie à saules roux. Inondé en majeure partie du temps, ce milieu abrite également l'osmonde royale. Ces forêts aquatiques sont entourées de pins maritimes.
Parmi les espèces animales, le marais accueille la loutre d'Europe, la cistude, le héron cendré et le grand brochet.

### Classement
Le marais de la Tafarde est constitutif des zones humides de l'arrière dune du Pays de Born et de Buch, ensemble protégé au titre du réseau Natura 2000. Il est la propriété du Conservatoire du littoral, qui achète les parcelles environnant le courant de Sainte-Eulalie pour en confier la gestion à la commune, à la Communauté de communes des Grands Lacs, au Syndicat Mixte du Bassin versant des Lacs du Born et le Syndicat mixte Géolandes.